# Solución láctica de Ringer

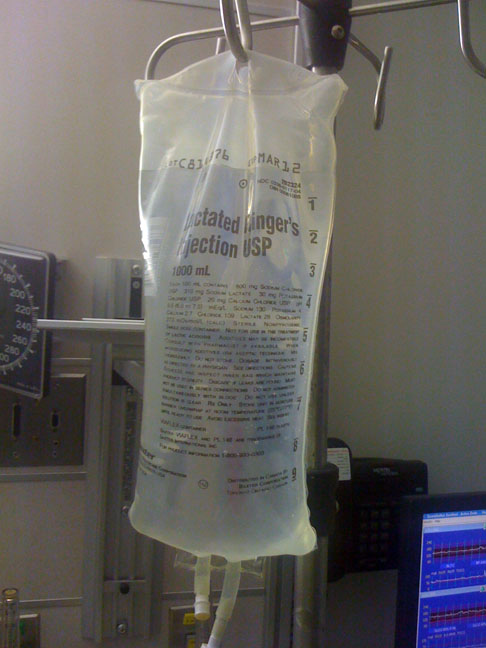

Esta solución es utilizada generalmente para reponer fluidos, y generalmente se opta por esta solución antes que por solución salina, ya que la solución salina tiene una mayor tendencia a generar acidosis.

## Historia
La solución láctica o lactada de Ringer fue inventada a comienzos de la década de 1880 por Sydney Ringer, un médico y fisiólogo británico. Ringer estaba estudiando el latido de un corazón de rana ya extraído del cuerpo e intentó identificar las sustancias en la sangre que podrían permitir al corazón seguir su pulso normal una vez separado del resto del cuerpo por un tiempo. El uso de esta solución hecha a base de sales inorgánicas fue paulatinamente extendiéndose.
 En la década de 1930, la solución fue modificada por el pediatra estadounidense Alexis Hartmann con el propósito de tratar la acidosis. Hartmann añadió lactato de sodio, que mitiga el cambio del pH al actuar como un agente amortiguador para el ácido. Por esto, la solución en ocasiones es conocida como "solución láctica de Ringer" y como "solución de Hartmann",
 no obstante en rigor hay diferencia entre ambas.

## Composición
Cada 100 mL de solución inyectable contiene:
| Sustancia                    | Concentración | Osmolaridad |
| ---------------------------- | ------------- | ----------- |
| Cloruro de Sodio             | 0.6 g         | 130 mEq/L   |
| Cloruro de Potasio           | 0.03 g        | 4 mEq/L     |
| Cloruro de Calcio dihidrato  | 0.02 g        | 2,7 mEq/L   |
| Lactato de Sodio             | 0.31 g        | 27,7 mEq/L  |
| Agua para inyectables c.s.p. | 100 mL        | 2,7 mEq/L   |